# Theophilus Anobaah
Theophilus Anobaah (ur. 28 lutego 1989 w Temie) – ghański piłkarz grający na pozycji defensywnego pomocnika. Od 2020 jest zawodnikiem klubu Medeama SC.

## Kariera piłkarska
Swoją piłkarską karierę Anobaah rozpoczął w klubie Ashanti Gold SC. W sezonie 2006/2007 zadebiutował w nim w pierwszej lidze ghańskiej. Trzykrotnie wywalczył z nim wicemistrzostwo Ghany w sezonach 2006/2007, 2009/2010 i 2010/2011. W latach 2011-2014 grał w Medeama SC, z którym w 2013 zdobył Puchar Ghany. W sezonie 2014/2015 był zawodnikiem egipskich klubów, najpierw Petrojet FC, a następnie Ismaily SC. W sezonie 2016 występował w Dreams FC, a w sezonie 2017 w Elmina Sharks FC. W 2020 wrócił do Medeama SC. W sezonie 2021/2022 został wicemistrzem, a w sezonie 2022/2023 - mistrzem Ghany.

## Kariera reprezentacyjna
W reprezentacji Ghany Anobaah zadebiutował 13 stycznia 2014 w wygranym 1:0 meczu Mistrzostw Narodów Afryki z Kongiem, rozegranym w Bloemfontein. W debiucie strzelił gola. Wraz z Ghaną zajął 2. miejsce w tym turnieju. Od 2002 do 2003 rozegrał w kadrze narodowej 6 meczów i strzelił w nich 1 gola.